# サイボク天然温泉
サイボク天然温泉（サイボクてんねんおんせん）は埼玉県日高市にある温泉。温浴施設のサイボク天然温泉花鳥風月がある。かつては、持ち帰り温泉の温泉スタンドの施設も併設されていた。

## 泉質
- 弱アルカリ性低張温泉
  - 源泉温度39.0℃[1]
  - 湧出量毎分922リットル[2]

### 効能
- 疲労回復、冷え性、健康増進、慢性消化器病、関節痛、慢性皮膚病、うちみ、運動麻痺など

## 温泉街
サイボク天然温泉花鳥風月という日帰り入浴施設が存在する。

## 歴史
開湯は2004年である。埼玉種畜牧場 (サイボクハム) の敷地内に湧出する。埼玉種畜牧場の敷地内にある牧場跡地でボーリングを実施して、2002年に源泉を掘り当てた。当初は温泉スタンドが設置されていたが、2004年に日帰り入浴施設のサイボク天然温泉まきばの湯が完成し、営業を開始した。
2012年11月19日から29日までにまきばの湯を利用した8人がレジオネラ症を発症し、12月1日に採取した浴槽水から基準を上回るレジオネラ属菌が検出された。12月6日から営業を自粛していたが、2013年1月15日付で閉館した。年間利用者は約30万人であったという。
閉館に伴い、2013年2月1日に敷地内のバス停の名称が「サイボクまきばの湯」から「サイボクハム」に変更された。
2014年6月16日、温浴施設を改修し運営方法をあらためるなどにより狭山保健所の許認可を得て、天然温泉花鳥風月として再オープンした。

## アクセス
公式サイト「アクセス」も参照
- 鉄道
  - 東武東上本線「鶴ヶ島駅」・ 川越線（JR東日本）「笠幡駅」より東武バス
  - 西武新宿線「狭山市駅」西口より西武バス

いずれも終点「サイボク」下車
- 車
  - 首都圏中央自動車道（圏央道）「狭山日高インターチェンジ」・「圏央鶴ヶ島インターチェンジ」
  - 関越自動車道「川越インターチェンジ」